# Branchinecta gaini
Branchinecta gaini Daday, 1910 è una specie di crostaceo appartenente al genere Branchinecta, dell'ordine degli Anostraci.
Con i suoi 16 mm di lunghezza, è il più grande invertebrato d'acqua dolce dell'Antartide.

## Tassonomia
B. gaini fu descritto per la prima volta dal biologo ungherese Eugen von Daday nel 1910 basandosi su materiale raccolto presso l'isola Petermann da una spedizione francese a bordo della nave Pourquoi-Pas capitanata da Jean-Baptiste Charcot. L'epiteto specifico è un omaggio all'algologo Louis Gain, responsabile della conservazione degli esemplari durante la suddetta spedizione.

## Descrizione
B. gaini può raggiungere i 16 mm di lunghezza, facendo di questo crostaceo il più grande invertebrato d'acqua dolce dell'Antartide.

## Distribuzione e habitat
B. gaini è diffuso nella parte settentrionale della penisola Antartica, nell'area più meridionale del Sudamerica e nelle isole antartiche e sub-antartiche come la Georgia del Sud e le Isole Orcadi Meridionali. Nelle Isole Shetland Meridionali B. gaini è stato osservato nei laghi della penisola Byers, priva di ghiacci, dell'Isola Livingston nel lago Wujka e nella Paternoster Valley sull'isola di Signy.
Gli unici ritrovamenti fossili conosciuti del genere Branchinecta appartengono alla specie B. gaini: le sue uova sono state trovate in depositi glaciali del medio e tardo Olocene (4 200 anni fa) sull'isola di Ross, nel lato orientale della penisola Antartica. Oggi sull'isola di Ross non è più osservato B. gaini, probabilmente a causa del più breve periodo di scongelamento dei laghi insulari che non consente il completamento del ciclo vitale dell'animale. Altre uova risalenti a 5 500 anni fa sono state trovate sull'isola di Signy, dove la specie persiste tuttora.

## Biologia
B. gaini si nutre di piante epifite. Negli intestini di B. gaini predomina la presenza di alghe clorofite, ife e resti di altri individui di B. gaini.
Il loro ciclo vitale dura circa sedici mesi e depongono uova invernali che possono sopravvivere al rigido inverno antartico per poi schiudersi in primavera, quando i ghiacci dei laghi d'acqua dolce iniziano a fondere. Sebbene B. gaini condivida l'habitat con il crostaceo Boeckella poppei, raramente sono stati osservati a stretto contatto, probabilmente per via della competizione per il cibo e per il fatto che B. gaini può nutrirsi dei nauplii di B. poppei.
La diffusione di B. gaini nei laghi antartici è probabilmente dovuta a movimenti passivi, tramite il trasporto delle uova da parte di uccelli marini che se ne cibano, espellendole poi in altri luoghi vicini. Infatti le uova di B. gaini possono sopravvivere al passaggio attraverso il sistema digestivo degli uccelli.